# Эндемичные птицы Мадагаскара и западных островов Индийского океана
Эта статья является одной из серии, в которой содержится информация об эндемизме среди птиц в различных зоогеографических зонах мира. Для обзора этого предмета см. Эндемизм у птиц.

## Образцы эндемизма
Этот регион примечателен не только большим количеством эндемичных видов, но и эндемизмом в таксономических группах более высокого уровня.

### Эндемизм на уровне отрядов
Два отряда являются эндемиками для Мадагаскара или более широкого региона:
- Мадагаскарские пастушки помещены в Mesitornithiformes, отряд, содержащий три вида в двух родах.
- Куролы размещены в монотипном отряде Leptosomiformes. Он эндемичен для более широкого региона, поскольку его отдельные виды присутствуют как на Мадагаскаре, так и на Коморских островах.

### Эндемизм на уровне семейств
Следующие три семейства являются эндемиками Мадагаскара:
- Земляные ракши, семейство в составе ракшеобразные, содержащее пять видов в трех родах.
- Мадагаскарские питтовые, семейство воробьинообразных в подотряде одноголосых Старого Света, содержащее четыре вида в двух родах.
- Мадагаскарские славки, семейство воробьинообразных в подотряде певчих воробьиных Старого Света, содержащее одиннадцать видов в восьми родах.

Еще одно семейство является эндемичной для более широкого региона:
- Ванговые, семейство певчих воробьиных, содержащее шестнадцать видов в одиннадцати родах, являются эндемиками этого региона. Все виды, кроме одного, обитают на Мадагаскаре, единственное исключение — синяя расписная ванга, ограниченная Коморскими островами.

### Эндемизм на уровне подсемейств
- Девять видов коуа (род Coua, подсемейство кукушковых) являются эндемиками Мадагаскара.
- Два вымерших вида, додо Маврикия и Родригесский дронт с Родригеса помещены в дронтовые (подсемейство голубиных).

### Эндемизм на уровне родов
В дополнение к родам в вышеупомянутых семействах следующие роды являются эндемичными для региона (M указывает на род, эндемичный для Мадагаскара):
- Neomixis (три вида) и Hartertula (один вид) M

Кроме того, в следующих родах высокая доля видов-членов является эндемичной для Мадагаскара:
- Каменные дрозды, в которой три из 13 видов являются эндемиками Мадагаскара (эти три вида иногда разделяются на свой собственный род, Pseudocossyphus).

## Места обитания эндемичных птиц
Международная организация BirdLife International определила ряд эндемичных районов обитания птиц и второстепенных районов на Мадагаскаре и островах западной части Индийского океана.

## Список видов

### Виды, эндемичные для Мадагаскара
Ниже приведен список видов, эндемичных для Мадагаскара.
| Не воробьиные - Мадагаскарский чирок - Мадагаскарская кряква - Мадагаскарский нырок - Мадагаскарская куропатка * - Карликовая поганка - Мадагаскарская малая поганка - Мадагаскарская жёлтая цапля - Мадагаскарская цапля - Чубатый ибис - Мадагаскарский орлан-крикун - Мадагаскарский змееяд - Мадагаскарский тетеревятник - Мадагаскарский луневый ястреб - Мадагаскарский короткокрылый сарыч - Мадагаскарский хохлатый коршун - Мадагаскарский перепелятник - Мадагаскарский ястреб - Мадагаскарская полосатая пустельга - Мадагаскарская пустельга - Одноцветный мадагаскарский пастушок - Белогрудый мадагаскарский пастушок - Мония - Мадагаскарская трёхпёрстка * - Лемурийский погоныш - Мадагаскарский пушистый погоныш - Мадагаскарский серогорлый пастушок - Кювьеров пастушок - Мадагаскарский пастушок - Оливьеров малый пастушок - Мадагаскарский бекас - Эпиорнисовые | - Мадагаскарская якана - Мадагаскарский зуёк - Мадагаскарский рябок - Мадагаскарский синий голубь - Мадагаскарский зелёный голубь - Мадагаскарская горлица * - Сероголовый неразлучник * - Белогорлая мадагаскарская кукушка - Желтогорлая мадагаскарская кукушка - Гигантская мадагаскарская кукушка - Кокереллева мадагаскарская кукушка - Красногрудая мадагаскарская кукушка - Краснолобая мадагаскарская кукушка - Голубая мадагаскарская кукушка - Хохлатая мадагаскарская кукушка - Чубатая мадагаскарская кукушка - Мадагаскарская ушастая сова - Мадагаскарская сипуха - Мадагаскарская иглоногая сова - Мадагаскарская совка - Ошейниковый козодой - Мадагаскарский лесной зимородок - Чешуйчатая земляная ракша - Коротконогая земляная ракша - Синеголовая земляная ракша-ателорнис - Кросслеева земляная ракша-ателорнис - Длиннохвостая земляная ракша | Воробьиные - Бархатистая филепитта - Желтобрюхая филепитта - Длинноклювая ложнонектарница - Короткоклювая ложнонектарница - Бурый бюльбюль Апперта - Серошапочный бурый бюльбюль - Мрачный бурый бюльбюль - Мадагаскарский бурый бюльбюль - Короткоклювый бурый бюльбюль - Желтобровый бурый бюльбюль - Фодитани - Мистакорнис - Мадагаскарский шама-дрозд - Monticola sharpei erythronotus - Monticola sharpei - Пустынный каменный дрозд - Мадагаскарская трясогузка - Мухоловка Варда - Рыжебрюхая ньютония - Тёмная ньютония - Буролобая ньютония - Фанованская ньютония - Мадагаскарский кустарниковый жаворонок - Мадагаскарская камышовка - Киритика - Nesillas lantzii - Горная пестрогрудка - Bradypterus brunneus - Серошейная эресса - Пестрогорлая эресса | - Зелёная эресса - Клинохвостая эресса - Рандия - Cryptosylvicola randrianasoloi - Красноклювая ванга - Белоголовая расписная ванга - Сорочья расписная ванга - Синяя расписная ванга - Шлемоносная ванга - Серпоклювая ванга - Рыжая ванга - Чёрная ванга - Calicalicus rufocarpalis - Краснохвостая ванга - Обыкновенная узкоклювая ванга - Крючкоклювая ванга - Серая узкоклювая ванга - Белолобая узкоклювая ванга - Бюльбюлевая ванга - Ceblepyris cinereus - Мадагаскарский пестроспинный скворец - Foudia omissa - Красный фуди * - Мадагаскарский ткач - Зелёный мадагаскарский ткач - Lepidopygia nana |

Обратите внимание, что:
- Мадагаскарская куропатка является эндемиком, как аборигенный вид Мадагаскара, но была завезена на Маскаренские острова
- Мадагаскарская трёхпёрстка является эндемиком, как аборигенный вид Мадагаскара, но был завезен на Маскаренские острова
- Мадагаскарская горлица является эндемиком для Мадагаскара, но считается, что он является интродуцированным видом на других островах региона
- Сероголовый неразлучник является эндемиком, как аборигенный вид Мадагаскара, но был завезен на Коморские острова
- Красный фуди является эндемиком, как аборигенный вид Мадагаскара, но был интродуцирован на многие другие острова в этом регионе
- Эпиорнисовые теперь вымерли.

### Виды, эндемичные для других островов или групп островов в регионе
Ниже приведен список видов, эндемичных для других островов.

#### Виды, эндемичные для группы Маскаренских островов
- Маврикийская пустельга
- Розовый голубь
- Psittacula eques
- Маврикийская салангана
- Hypsipetes borbonicus
- Hypsipetes olivaceus
- Реюньонский чекан
- Маскаренская райская мухоловка
- Родригесская камышовка
- Zosterops chloronothos
- Оливковая белоглазка
- Zosterops mauritianus
- Маскаренская белоглазка
- Lalage typica
- Lalage newtoni
- Маскаренский фуди
- Родригезийский фуди

#### Виды, эндемичные для Коморских островов
- Коморский голубь
- Мадагаскарский зелёный голубь
- Большая комосская совка
- Анжуанская совка
- Курол
- Hypsipetes parvirostris
- Коморский дрозд
- Желтоклювая мухоловка
- Nesillas brevicaudata
- Nesillas mariae
- Zosterops kirki
- Коморская белоглазка
- Каштановобокая белоглазка
- Темно-зеленая нектарница
- Нектарница Хумблота
- Коморская нектарница
- Нефритовая нектарница
- Синяя расписная ванга
- Ceblepyris cinereus
- Майоттский дронго
- Коморский дронго
- Красноголовый фуди

#### Виды, эндемичные для центральных Сейшельских островов
- Сейшельская пустельга
- Сейшельский синий голубь
- Coracopsis barklyi
- Сейшельская совка
- Сейшельская салангана
- Сейшельский шама-дрозд
- Сейшельская райская мухоловка
- Сейшельская камышовка
- Сейшельская белоглазка
- Сейшельская нектарница
- Сейшельский фуди

#### Виды, эндемичные для островов Альдабра
- Кювьеров пастушок
- Альдабранская камышовка
- Мадагаскарская нектарница
- Альдабранский дронго
- Foudia aldabrana

В группе Альдабра есть местные мадагаскарские горлицы (отдельные расы от тех, что встречаются на Мадагаскаре); они могут представлять собой отдельный вид.

### Другие виды, эндемичные для региона
Ниже приводится список видов, которые не являются эндемичными для конкретного острова (или группы островов), но являются эндемичными для региона в целом.
- Мадагаскарский ибис (Альдабра, западное побережье Мадагаскара)
- Реюньонский болотный лунь (Мадагаскар, Коморские острова, Маскаренские острова)
- Мадагаскарский ястреб (Мадагаскар, Коморские острова)
- Мадагаскарская пустельга (Мадагаскар, Альдабра)
- Коморский синий голубь (Коморские острова, Альдабра)
- Большой попугай-ваза (Мадагаскар, Коморские острова)
- Малый попугай-ваза (Мадагаскар, Коморские острова)
- Мадагаскарская шпорцевая кукушка (Мадагаскар, Альдабра)
- Мадагаскарская совка (Мадагаскар, Коморские острова)
- Мадагаскарский козодой (Мадагаскар, Альдабра)
- Apus balstoni (Мадагаскар, Коморские острова)
- Мадагаскарский иглохвост (Мадагаскар, Коморские острова)
- Мадагаскарский зимородок (Мадагаскар, Коморские острова)
- Оливковая щурка (Мадагаскар, Коморские острова)
- Курол (Мадагаскар, Коморские острова)
- Маскаренская ласточка-федина (Мадагаскар, Маскаренские острова)
- Hypsipetes madagascariensis (Мадагаскар, Коморские острова, Альдабра)
- Мадагаскарская райская мухоловка (Мадагаскар, Коморские острова)
- Мадагаскарская цистикола (Мадагаскар, острова Альдабра)
- Nesillas typica (Мадагаскар, Мохели, Анжуан)
- Мадагаскарская белоглазка (Мадагаскар, различные другие острова)
- Темно-зеленая нектарница (Мадагаскар, Мохели)
- Мадагаскарская нектарница (Альдабра, Мадагаскар)
- Хохлатый дронго (Мадагаскар, Анжуан)

### Близкие к эндемикам
Ниже приведен список видов эндемичных для данного региона в качестве гнездящихся видов:
- Мадагаскарская жёлтая цапля (гнездится на Мадагаскаре и Альдабре, мигрирует в Восточную Африку)
- Мадагаскарская малая кукушка (эндемик Мадагаскара в период размножения, зимует в Восточной Африке).

Два западно-палеарктических сокола зимуют полностью (чеглок Элеоноры) или в основном (серебристый чеглок) на Мадагаскаре.